# Martell (Wisconsin)
Martell é uma cidade no condado de Pierce, Wisconsin, Estados Unidos. A população era 1,078 pessoas no censo de 2018.